# Grotta dei Piccioni
La Grotta dei Piccioni è un sito archeologico del neolitico nel territorio del comune di Bolognano, in Abruzzo.

## Descrizione
La grotta si trova nella val d'Orta a pochi chilometri da Bolognano, all'interno della riserva regionale Valle dell'Orta. Si tratta di un importante insediamento in grotta che, a seguito di indagini archeologiche stratigrafiche, ha restituito reperti che spaziano dal neolitico antico al bronzo finale fino all'epoca roma. 
Il sito è rielvante anche da punto di vista culturale, adto che i reperti sono attribuiti alla cultura della ceramica cardiale (anche cultura della ceramica impressa), alla cultura di Catignano, e alla cultura di Ripoli.
La grotta si apre su una parete di calcare che forma la sponda sinistra del fiume Orta ed è costituita da due grandi ambienti separati da una parete rocciosa: il primo settore è circolare, il secondo è caratterizzato da un largo corridoio che va ampliandosi verso il lato destro della grotta.

## Ritrovamenti
Scoperta nel 1870, è stata interessata da due importanti campagne di scavo tra gli anni '50 e '60 del XX secolo. Tra i ritrovamenti, i più antichi dei quali risalenti al VII millennio a.C., reperti di ceramica, oggetti di culto, resti di industria litica e faunistici.
Nella grotta sono stati ritrovati resti umani:
- lo scheletro di un bambino, datato alla fase più antica, privo di testa deposto in posizione rannicchiata sul fianco sinistro. L'assenza del cranio non è legata a un aspetto cultuale ma all'asportazione in epoca successiva.
- lo scheletro di un neonato, risalente all'epoca della cultura di Ripoli;
- due crani di bambini di 8-10 anni;

## Stratigrafia
La fase neolitica è stata caratterizzata da un susseguirsi di culture che vanno dal periodo più antico fino al recente: la stratigrafia, per gli strati che vanno dal 26 al 18, ha riportato alla luce una serie di evidenze materiali legate alla cultura delle ceramiche impresse. Gli strati dal 19 a 18 presentano elementi correlabili alla cultura di Catignano equelli dal 17 al 12 sono interessati dalla cultura di Ripoli.
Per i livelli legati alle Culture della ceramica impressa e di Catignano, dal punto di vista cultuale, si può solo supporre sulla base di pochi elementi e una frequentazione della grotta per tali fini.
L'ultima fase, quella di Ripoli, ha restituito molte testimonianze legate alla pratica di riti connessi probabilmente alla sfera agraria che si esplicano attraverso due grandi tipologie di strutture cultuali: le buche, nella parte destra della grotta, e i circoli in pietra, nella parete di fondo della grotta.
I circoli in pietra sono  11 e delimitati da ciottoli fluviali e da imitazioni di ciottoli modellati col travertino; tutti contengono frammenti di ceramica, resti ossei di animali (alcuni carbonizzati), industria litica e ossea. I circoli che hanno maggiore rilievo, poiché contengono oggetti carichi di valore cultuale, sono il numero 1, che presenta all'interno lo scheletro di un neonato, e il numero 2 con un omero di anatra che presenta all'estremità tracce di argilla secca e una pallina sferoidale di argilla cruda. Il circolo 10 contiene un ciottolo troncoconico, un vaso capovolto posto al centro e una valva di pectunculus forata all'umbone. L'ultimo circolo è il più ricco di elementi e contiene alcuni ciottoli fluviali tinti in ocra, degli omeri di uccelli con pallottole di argilla impastata insieme a ocra posti sull'estremità distale, un metatarso di lepre con analoga pallottola, dei pesi a piramide tronca in argilla cruda e cotta, un vaso frantumato volontariamente. La loro intepretazione è incerta.
Anche il ritrovamento sul piano dei circoli di due crani di bambini di 8-10 anni potrebbe essere messo in relazione con lo scheletro di neonato contenuto nel primo circolo; il tutto secondo Antonio Mario Radmilli potrebbe essere ricondotto a un rito agrario che prevedeva il sacrificio del neonato nel momento della semina e quello dei due bimbi più grandi, di cui restano i crani, nel momento del raccolto.